# Vračilo trošarine
V Sloveniji imajo podjetja, ki opravljajo komercialni prevoz in podjetja, ki se uporabljajo gradbeno mehanizaciji, možnost, da dobijo s strani države povrnjen del trošarine na dizelska goriva. 

Za podjetnike, ki opravljajo komercialni prevoz velja 95. člen Zakona o trošarinah in Pravilnika o načinu vračila trošarine za energente, ki se porabijo za industrijsko-komercialni namen in komercialni prevoz, na podlagi katerih imajo kupci pravico do vračila dela plačane trošarine za plinsko olje, ki se dokazljivo porabi kot pogonsko gorivo za komercialni prevoz. 
Do povračila dela trošarine za gorivo porabljeno za komercialni prevoz se štejejo naslednja transportna vozila:
–       motorna vozila ali tovornjaki s prikolico, ki so namenjeni izključno cestnemu prevozu blaga in je njihova največja dovoljena masa 7,5 tone ali več (gre za maslo samega motornega vozila ali za seštevek mase tovornjaka s prikolico – v tem primeru je potrebno dokazati, da je bil prevoz opravljen s prikolico);
–       motorna vozila za prevoz potnikov (linijski ali izredni) kategorije M2 ali M3 skladno s predpisi, ki urejajo področje ugotavljanja skladnosti vozil.

Za gradbena podjetja velja 93. člena Zakona o trošarinah in Pravilnika o načinu vračila trošarine za energente, ki se porabijo za industrijsko-komercialni namen in komercialni prevoz, na podlagi katerega imajo kupci, torej osebe, ki opravljajo dejavnost, pravico do vračila dela trošarine za energente, ki se dokazljivo porabijo za pogon:
–       statičnih delovnih strojev;
–       strojev v gradbeništvu;
–       motornih tirnih vozil v železniškem prometu;
–       žičnic in strojev ter naprav na smučiščih.